# Copa da UEFA de 2007–08
A Copa da UEFA de 2007–08 foi a 37ª edição do segundo principal torneio europeu de clubes de futebol. Sua final foi disputada no City of Manchester Stadium (Estádio da Cidade de Manchester), Inglaterra, em 14 de maio de 2008 entre Zenit e Glasgow Rangers. O Zenit ao vencer a partida por dois golos a zero, conquistou pela primeira vez o troféu.

## Fases de Classificação

### 1ª Fase de Classificação
| Equipe 1                 | Total                    | Equipe 2                 | 1.º jogo                 | 2.º jogo                 |
| Região Sul-Mediterrânica | Região Sul-Mediterrânica | Região Sul-Mediterrânica | Região Sul-Mediterrânica | Região Sul-Mediterrânica |
| ------------------------ | ------------------------ | ------------------------ | ------------------------ | ------------------------ |
| Budućnost Podgorica      | 1-2                      | Hajduk Split             | 1-1                      | 0-1                      |
| Omonia                   | 4-0                      | Rudar Pljevlja           | 2-0                      | 2-0                      |
| Slaven Belupo            | 8-4                      | Teuta Durrës             | 6-2                      | 2-2                      |
| Bežanija                 | 2-21                     | Besa Kavajë              | 2-2                      | 0-0                      |
| Sliema Wanderers         | 0-7                      | Litex Lovech             | 0-3                      | 0-4                      |
| Vojvodina                | 7-1                      | Hibernians               | 5-1                      | 2-0                      |
| FC Santa Coloma          | 1-4                      | Maccabi Tel Aviv         | 1-0                      | 0-4                      |
| Široki Brijeg            | 6-3                      | Koper                    | 3-1                      | 3-2                      |
| Vardar                   | 0-2                      | Anorthosis               | 0-1                      | 0-1                      |
| Gorica                   | 2-4                      | Rabotnički               | 1-2                      | 1-2                      |
| Zrinjski Mostar          | 1-115 7                  | Partizan                 | 1-65                     | 0-55 6                   |
| Região Centro-Leste      |                          |                          |                          |                          |
| ViOn Zlaté Moravce       | 4-2                      | Alma-Ata                 | 3-1                      | 1-1                      |
| MTK                      | 2-21                     | Mika                     | 2-1                      | 0-1                      |
| Mil-Muğan                | 0-1                      | Dyskobolia               | 0-0                      | 0-1                      |
| GKS Bełchatów            | 2-23                     | Ameri Tbilisi            | 2-0                      | 0-2                      |
| Petržalka akadémia       | 3-31                     | Zimbru Chişinǎu          | 1-1                      | 2-2                      |
| Banants                  | 1-5                      | Young Boys               | 1-1                      | 0-4                      |
| Nistru Otaci             | 2-24                     | Honvéd                   | 1-1                      | 1-1                      |
| Ried                     | 4-3                      | Neftçi Baku              | 3-1                      | 1-2                      |
| Dinamo Tbilisi           | 2-0                      | Vaduz                    | 2-0                      | 0-0                      |
| Aktobe                   | 3-4                      | Mattersburg              | 1-0                      | 2-4                      |
| Região Norte             |                          |                          |                          |                          |
| B36 Tórshavn             | 3-6                      | Ekranas                  | 1-3                      | 2-3                      |
| Libertas                 | 1-4                      | Drogheda United          | 1-1                      | 0-3                      |
| Rhyl                     | 3-31                     | Haka                     | 3-1                      | 0-2                      |
| Carmarthen Town          | 3-14                     | Brann                    | 0-8                      | 3-6                      |
| Flora Tallinn            | 0-2                      | Vålerenga                | 0-1                      | 0-1                      |
| MYPA2                    | 2-1                      | EB/Streymur              | 1-0                      | 1-1                      |
| Dungannon Swifts         | 1-4                      | Sūduva                   | 1-0                      | 0-4                      |
| Lillestrøm2              | 2-21                     | Käerjeng 97              | 2-1                      | 0-1                      |
| Liepājas Metalurgs       | 3-2                      | Dínamo Brest             | 1-1                      | 2-1                      |
| Helsingborgs             | 9-0                      | Narva Trans              | 6-0                      | 3-0                      |
| Keflavík                 | 4-41                     | Midtjylland              | 3-2                      | 1-2                      |
| Häcken2                  | 2-1                      | KR                       | 1-1                      | 1-0                      |
| St Patrick's Athletic    | 0-5                      | Odense                   | 0-0                      | 0-5                      |
| HJK                      | 3-0                      | Etzella Ettelbruck       | 2-0                      | 1-0                      |
| Glentoran                | 0-9                      | AIK                      | 0-5                      | 0-4                      |
| Skonto                   | 1-3                      | Dínamo Minsk             | 1-1                      | 0-2                      |

- 1- Desempate por golos fora.
- 2- Clubes apurados via ranking fair-play.
- 3- Penaltis: 4-2.
- 4- Penaltis: 5-4.
- 5- Jogo da 1ª mão interrompido durante a 1ª parte devido a distúrbios do Partizan Belgrado. O jogo prosseguiu, terminando com 1-6. A UEFA decidiu que o Partizan Belgrado seria expulso da competição. Zrinjski Mostar avança à 2ª pré-eliminatória. Partizan Belgrado pode recorrer.
- 6- O Partizan Belgrado, no dia 31 de julho, recorreu da decisão de UEFA, pelo que o castigo foi suspenso e o jogo da 2ª mão realizou-se.
- 7- O Partizan Belgrado perdeu o recurso, logo o castigo referido em 5 foi definitivamente aplicado e Zrinjski Mostar avança à 2ª pré-eliminatória.

### 2ª Fase de Classificação
| Time #1                  | Result.                  | Time #2                  | 1ª Mão                   | 2ª Mão                   |
| Região Sul-Mediterrânica | Região Sul-Mediterrânica | Região Sul-Mediterrânica | Região Sul-Mediterrânica | Região Sul-Mediterrânica |
| ------------------------ | ------------------------ | ------------------------ | ------------------------ | ------------------------ |
| Lokomotiv Sofia          | 3-1                      | Oţelul Galaţi1           | 3-1                      | 0-0                      |
| CFR Cluj                 | 1-3                      | Anorthosis               | 1-3                      | 0-0                      |
| Rabotnički               | 2-1                      | Zrinjski Mostar          | 0-0                      | 2-1                      |
| Slaven Belupo            | 2-4                      | Galatasaray              | 1-2                      | 1-2                      |
| União de Leiria1         | 1-0                      | Maccabi Netanya          | 0-0                      | 1-0                      |
| Hajduk Split             | 1-2                      | Sampdoria1               | 0-1                      | 1-1                      |
| Besa Kavajë              | 0-6                      | Litex Lovech             | 0-3                      | 0-3                      |
| Maccabi Tel Aviv         | 2-4                      | Kayseri Erciyesspor      | 1-1                      | 1-3                      |
| Atlético de Madrid1      | 5-1                      | Vojvodina                | 3-0                      | 2-1                      |
| Široki Brijeg            | 0-6                      | Hapoel Tel Aviv          | 0-3                      | 0-3                      |
| Omonia                   | 2-3                      | CSKA Sófia               | 1-1                      | 1-2                      |
| Região Centro-Leste      |                          |                          |                          |                          |
| Basel                    | 6-1                      | Mattersburg              | 2-1                      | 4-0                      |
| Ried                     | 1-4                      | Sion                     | 1-1                      | 0-3                      |
| Mika                     | 2-3                      | Petržalka akadémia       | 2-1                      | 0-2                      |
| Dnipro                   | 5-3                      | GKS Bełchatów            | 1-1                      | 4-2                      |
| Honvéd                   | 0-4                      | Hamburgo1                | 0-0                      | 0-4                      |
| Young Boys               | 2-6                      | Lens1                    | 1-1                      | 1-5                      |
| Tobol1                   | 0-3                      | Dyskobolia               | 0-1                      | 0-2                      |
| Austria Wien             | 5-4                      | Jablonec 97              | 4-3                      | 1-1                      |
| ViOn Zlaté Moravce       | 0-5                      | Zenit                    | 0-2                      | 0-3                      |
| Dinamo Tbilisi           | 0-8                      | Rapid Wien1              | 0-3                      | 0-5                      |
| Região Norte             |                          |                          |                          |                          |
| MYPA                     | 0-3                      | Blackburn1               | 0-1                      | 0-2                      |
| Drogheda United          | 1-4                      | Helsingborgs             | 1-1                      | 0-3                      |
| Liepājas Metalurgs       | 3-4                      | AIK                      | 3-2                      | 0-2                      |
| HJK                      | 2-4                      | AaB1                     | 2-1                      | 0-3                      |
| Ekranas                  | 1-7                      | Vålerenga                | 1-1                      | 0-6                      |
| Dunfermline Athletic     | 1-2                      | Häcken                   | 1-1                      | 0-1                      |
| Brann                    | 6-4                      | Sūduva                   | 2-1                      | 4-3                      |
| Haka                     | 3-7                      | Midtjylland              | 1-2                      | 2-5                      |
| Dínamo Minsk             | 1-5                      | Odense                   | 1-1                      | 0-4                      |
| Käerjeng 97              | 0-4                      | Standard de Liège        | 0-3                      | 0-1                      |
| Hammarby1                | 3-2                      | Fredrikstad              | 2-1                      | 1-1                      |

- 1- Clubes vencedores da Taça Intertoto.

## Primeira Fase
| Time #1            | Result. | Time #2             | 1ª Mão  | 2ª Mão  |
| Grupo 1            | Grupo 1 | Grupo 1             | Grupo 1 | Grupo 1 |
| ------------------ | ------- | ------------------- | ------- | ------- |
| Midtjylland        | 1-5     | Lokomotiv Moscovo1  | 1-3     | 0-2     |
| Groningen          | 2-23    | Fiorentina          | 1-1     | 1-1     |
| Rabotnički         | 1-2     | Bolton              | 1-1     | 0-1     |
| AEK Atenas1        | 3-1     | Red Bull Salzburg1  | 3-0     | 0-1     |
| Nuremberg          | 2-22    | Rapid Bucureşti     | 0-0     | 2-2     |
| Grupo 2            |         |                     |         |         |
| Everton            | 4-3     | Metalist Kharkiv    | 1-1     | 3-2     |
| Zenit              | 4-1     | Standard de Liège   | 3-0     | 1-1     |
| Bayer Leverkusen   | 5-4     | União de Leiria     | 3-1     | 2-3     |
| Villarreal         | 6-1     | BATE Borisov1       | 4-1     | 2-0     |
| Sion               | 4-7     | Galatasaray         | 3-2     | 1-5     |
| Grupo 3            |         |                     |         |         |
| Atlético de Madrid | 9-0     | Kayseri Erciyesspor | 4-0     | 5-0     |
| Tampere United1    | 3-4     | Bordeaux            | 2-3     | 1-1     |
| Petržalka akadémia | 1-5     | Panathinaikos       | 1-2     | 0-3     |
| Sparta Praga       | 0-04    | Odense              | 0-0     | 0-0     |
| Empoli             | 2-4     | Zürich1             | 2-1     | 0-3     |
| Grupo 4            |         |                     |         |         |
| Sochaux            | 1-2     | Panionios           | 0-2     | 1-0     |
| Anderlecht         | 2-1     | Rapid Wien          | 1-1     | 1-0     |
| Paços de Ferreira  | 0-1     | AZ Alkmaar          | 0-1     | 0-0     |
| Sampdoria          | 2-22    | AaB                 | 2-2     | 0-0     |
| Spartak Moscovo1   | 8-1     | Häcken              | 5-0     | 3-1     |
| Grupo 5            |         |                     |         |         |
| Hammarby           | 2-5     | Braga               | 2-1     | 0-4     |
| Larissa            | 3-2     | Blackburn           | 2-0     | 1-2     |
| Mladá Boleslav     | 1-15    | Palermo             | 0-1     | 1-0     |
| Dínamo Zagreb1     | 3-32 6  | Ajax1               | 0-1     | 2-36    |
| Lokomotiv Sofia    | 3-4     | Rennes              | 1-3     | 2-1     |
| Grupo 6            |         |                     |         |         |
| Brann              | 2-22    | Club Brugge         | 0-1     | 2-1     |
| Bayern Munique     | 3-0     | Belenenses          | 1-0     | 2-0     |
| Aberdeen           | 1-12    | Dnipro              | 0-0     | 1-1     |
| Heerenveen         | 6-8     | Helsingborgs        | 5-3     | 1-5     |
| Toulouse1          | 1-12    | CSKA Sófia          | 0-0     | 1-1     |
| Grupo 7            |         |                     |         |         |
| Litex Lovech       | 1-4     | Hamburgo            | 0-1     | 1-3     |
| Sarajevo1          | 1-8     | Basel               | 1-2     | 0-6     |
| Austria Wien       | 4-2     | Vålerenga           | 2-0     | 2-2     |
| Hapoel Tel Aviv    | 1-0     | AIK                 | 0-0     | 1-0     |
| Aris Thessaloniki  | 2-22    | Real Zaragoza       | 1-0     | 1-2     |
| Grupo 8            |         |                     |         |         |
| Dínamo Bucareste1  | 2-22    | Elfsborg1           | 1-2     | 1-0     |
| Tottenham          | 7-2     | Anorthosis          | 6-1     | 1-1     |
| Lens               | 2-36    | Copenhague1         | 1-1     | 1-26    |
| Getafe             | 3-32    | Twente              | 1-0     | 2-3     |
| Dyskobolia         | 0-2     | Estrela Vermelha1   | 0-1     | 0-1     |

- 1- Derrotados da 3ª pré-eliminatória da Liga dos Campeões.
- 2- Desempate por golos fora.
- 3- Penaltis: 3-4.
- 4- Penaltis: 3-4.
- 5- Penaltis: 4-2.
- 6- Após prolongamento.

## Fase de Grupos

### Sorteio dos Grupos
O sorteio para essa fase realizou-se em 9 de outubro de 2007, às 16:00. Clubes de mesmo pote ou de mesmo país não puderam cair no mesmo grupo. Os potes são referentes ao ranking de coeficientes da UEFA.
Cada clube fará quatro jogos (dois em casa, dois fora, determinado por sorteio), apurando-se para os 16 avos-de-final os primeiros três de cada grupo, a que se juntam os oito terceiros classificados da fase de grupos da Liga dos Campeões.
Sorteio Online
| Pote 1             |                               |
| Bayern de Munique  | Quarto Colocado               |
| Bayer Leverkusen   | Quinto Colocado               |
| Villarreal         | Quinto Colocado               |
| AZ Alkmaar         | Segundo Colocado nos Playoffs |
| Panathinaikos      | Terceiro Colocado             |
| Bordeaux           | Campeão da Copa da Liga       |
| Anderlecht         | Campeão Nacional              |
| Basel              | Vice-Campeão Nacional         |
| Pote 2             |                               |
| Tottenham          | Campeão da Copa da Liga       |
| Lokomotiv Moscou   | Campeão da Copa               |
| Zenit              | Quarto Colocado               |
| Sparta Praga       | Campeão Nacional              |
| AEK Atenas         | Vice-Campeão Nacional         |
| Hamburgo           | Sétimo Colocado               |
| Bolton             | Sétimo Colocado               |
| Austria Viena      | Campeão da Copa               |
| Pote 3             |                               |
| Atlético de Madrid | Sétimo Colocado               |
| Getafe             | Vice-Campeão da Copa          |
| Everton            | Sexto Colocado                |
| Fiorentina         | Sexto Colocado                |
| Rennes             | Quarto Colocado               |
| Galatasaray        | Terceiro Colocado             |
| Braga              | Quarto Colocado               |
| Spartak de Moscou  | Vice-Campeão Nacional         |
| Pote 4             |                               |
| Hapoel Tel Aviv    | Campeão da Copa               |
| Estrela Vermelha   | Campeão Nacional              |
| Copenhague         | Campeão Nacional              |
| Toulouse           | Terceiro Colocado             |
| Dínamo de Zagreb   | Campeão Nacional              |
| Panionios          | Quinto Colocado               |
| Nuremberg          | Campeão da Copa               |
| Mladá Boleslav     | Terceiro Colocado             |
| Pote 5             |                               |
| Aris Salônica      | Quarto Colocado               |
| Aberdeen           | Terceiro Colocado             |
| Zurique            | Campeão Nacional              |
| Larissa            | Campeão da Copa               |
| Aalborg            | Terceiro Colocado             |
| Brann              | Vice-Campeão Nacional         |
| Elfsborg           | Campeão Nacional              |
| Helsingborgs       | Campeão da Copa               |

Legenda:
| Classificados para os Dezasseis-avos de Final |
| Eliminados                                    |

### Grupo A
| Equipa        | Pts | J | V | E | D | GM | GS | GA |
| ------------- | --- | - | - | - | - | -- | -- | -- |
| 1. Everton    | 12  | 4 | 4 | 0 | 0 | 9  | 3  | +6 |
| 2. Nuremberg  | 7   | 4 | 2 | 1 | 1 | 7  | 6  | +1 |
| 3. Zenit      | 5   | 4 | 1 | 2 | 1 | 6  | 6  | 0  |
| 4. AZ Alkmaar | 4   | 4 | 1 | 1 | 2 | 5  | 6  | -1 |
| 5. Larissa    | 0   | 4 | 0 | 0 | 4 | 4  | 10 | -6 |

| Data           | Estádio           | Eq. local  | Resultado | Eq. visitante |
| -------------- | ----------------- | ---------- | --------- | ------------- |
| 25 de Outubro  | Petrovsky Stadium | Zenit      | 1 - 1     | AZ Alkmaar    |
| 25 de Outubro  | Goodison Park     | Everton    | 3 - 1     | Larissa       |
| 8 de Novembro  | Estádio Alkazar   | Larissa    | 2 - 3     | Zenit         |
| 8 de Novembro  | Frankien Stadion  | Nuremberg  | 0 - 2     | Everton       |
| 29 de Novembro | Petrovsky Stadium | Zenit      | 2 - 2     | Nuremberg     |
| 29 de Novembro | Estádio DSB       | AZ Alkmaar | 1 - 0     | Larissa       |
| 5 de Dezembro  | Frankien Stadion  | Nuremberg  | 2 - 1     | AZ Alkmaar    |
| 5 de Dezembro  | Goodison Park     | Everton    | 1 - 0     | Zenit         |
| 20 de Dezembro | Estádio DSB       | AZ Alkmaar | 2 - 3     | Everton       |
| 20 de Dezembro | Estádio Alkazar   | Larissa    | 1 - 3     | Nuremberg     |

### Grupo B
| Equipa                | Pts | J | V | E | D | GM | GS | GA |
| --------------------- | --- | - | - | - | - | -- | -- | -- |
| 1. Atlético de Madrid | 10  | 4 | 3 | 1 | 0 | 9  | 4  | +5 |
| 2. Panathinaikos      | 9   | 4 | 3 | 0 | 1 | 7  | 2  | +5 |
| 3. Aberdeen           | 4   | 4 | 1 | 1 | 2 | 5  | 6  | -1 |
| 4. Copenhague         | 3   | 4 | 1 | 0 | 3 | 1  | 7  | -6 |
| 5. Lokomotiv Moscou   | 2   | 4 | 0 | 2 | 2 | 4  | 7  | -3 |

| Data           | Estádio                     | Eq. local          | Resultado | Eq. visitante      |
| -------------- | --------------------------- | ------------------ | --------- | ------------------ |
| 25 de Outubro  | Estádio Olímpico de Atenas  | Panathinaikos      | 3 - 0     | Aberdeen           |
| 25 de Outubro  | Estádio Lokomotiv de Moscou | Lokomotiv Moscou   | 3 - 3     | Atlético de Madrid |
| 8 de Novembro  | Estádio Parken              | Copenhague         | 0 - 1     | Panathinaikos      |
| 8 de Novembro  | Pittodrie Stadium           | Aberdeen           | 1 - 1     | Lokomotiv Moscou   |
| 29 de Novembro | Estádio Lokomotiv de Moscou | Lokomotiv Moscou   | 0 - 1     | Copenhague         |
| 29 de Novembro | Estádio Vicente Calderón    | Atlético de Madrid | 2 - 0     | Aberdeen           |
| 5 de Dezembro  | Estádio Parken              | Copenhague         | 0 - 2     | Atlético de Madrid |
| 5 de Dezembro  | Estádio Olímpico de Atenas  | Panathinaikos      | 2 - 0     | Lokomotiv Moscou   |
| 20 de Dezembro | Estádio Vicente Calderón    | Atlético de Madrid | 2 - 1     | Panathinaikos      |
| 20 de Dezembro | Pittodrie Stadium           | Aberdeen           | 4 - 0     | Copenhague         |

### Grupo C
| Equipa            | Pts | J | V | E | D | GM | GS | GA |
| ----------------- | --- | - | - | - | - | -- | -- | -- |
| 1. Villarreal     | 10  | 4 | 3 | 1 | 0 | 7  | 3  | +4 |
| 2. Fiorentina     | 8   | 4 | 2 | 2 | 0 | 10 | 4  | +6 |
| 3. AEK Atenas     | 5   | 4 | 1 | 2 | 1 | 4  | 4  | 0  |
| 4. Mladá Boleslav | 3   | 4 | 1 | 0 | 3 | 5  | 6  | -1 |
| 5. Elfsborg       | 1   | 4 | 0 | 1 | 3 | 3  | 12 | -9 |

| Data           | Estádio            | Eq. local      | Resultado | Eq. visitante  |
| -------------- | ------------------ | -------------- | --------- | -------------- |
| 25 de Outubro  | Arena de Borås     | Elfsborg       | 1 - 1     | AEK            |
| 25 de Outubro  | El Madrigal        | Villarreal     | 1 - 1     | Fiorentina     |
| 8 de Novembro  | Městský stadion    | Mladá Boleslav | 1 - 2     | Villarreal     |
| 8 de Novembro  | Artemio Franchi    | Fiorentina     | 5 - 1     | Elfsborg       |
| 29 de Novembro | Arena de Borås     | Elfsborg       | 1 - 3     | Mladá Boleslav |
| 29 de Novembro | Olímpico de Atenas | AEK            | 1 - 1     | Fiorentina     |
| 5 de Dezembro  | Městský stadion    | Mladá Boleslav | 0 - 1     | AEK            |
| 5 de Dezembro  | El Madrigal        | Villarreal     | 2 - 0     | Elfsborg       |
| 20 de Dezembro | Olímpico de Atenas | AEK            | 1 - 2     | Villarreal     |
| 20 de Dezembro | Artemio Franchi    | Fiorentina     | 2 - 1     | Mladá Boleslav |

### Grupo D
| Equipa              | Pts | J | V | E | D | GM | GS | GA |
| ------------------- | --- | - | - | - | - | -- | -- | -- |
| 1. Hamburgo         | 10  | 4 | 3 | 1 | 0 | 7  | 1  | +6 |
| 2. Basel            | 8   | 4 | 2 | 2 | 0 | 3  | 1  | +2 |
| 3. Brann            | 4   | 4 | 1 | 1 | 2 | 3  | 4  | -1 |
| 4. Dínamo de Zagreb | 2   | 4 | 0 | 2 | 2 | 2  | 5  | -3 |
| 5. Rennes           | 2   | 4 | 0 | 2 | 2 | 2  | 6  | -4 |

| Data           | Estádio            | Eq. local        | Resultado | Eq. visitante    |
| -------------- | ------------------ | ---------------- | --------- | ---------------- |
| 25 de Outubro  | Brann Stadion      | Brann            | 0 - 1     | Hamburgo         |
| 25 de Outubro  | St. Jakob-Park     | Basel            | 1 - 0     | Rennes           |
| 8 de Novembro  | Rouete de Lorient  | Rennes           | 1 - 1     | Brann            |
| 8 de Novembro  | Estádio Maksimir   | Dínamo de Zagreb | 0 - 0     | Basel            |
| 29 de Novembro | HSH Nordbank Arena | Hamburgo         | 3 - 0     | Rennes           |
| 29 de Novembro | Brann Stadion      | Brann            | 2 - 1     | Dínamo de Zagreb |
| 5 de Dezembro  | Estádio Maksimir   | Dínamo de Zagreb | 0 - 2     | Hamburgo         |
| 5 de Dezembro  | St. Jakob-Park     | Basel            | 1 - 0     | Brann            |
| 20 de Dezembro | HSH Nordbank Arena | Hamburgo         | 1 - 1     | Basel            |
| 20 de Dezembro | Rouete de Lorient  | Rennes           | 1 - 1     | Dínamo de Zagreb |

### Grupo E
| Equipa               | Pts | J | V | E | D | GM | GS | GA |
| -------------------- | --- | - | - | - | - | -- | -- | -- |
| 1. Bayer Leverkusen  | 9   | 4 | 3 | 0 | 1 | 8  | 2  | +6 |
| 2. Spartak de Moscou | 7   | 4 | 2 | 1 | 1 | 4  | 3  | +1 |
| 3. Zurique           | 6   | 4 | 2 | 1 | 1 | 4  | 7  | -3 |
| 4. Sparta Praga      | 4   | 4 | 1 | 1 | 2 | 4  | 5  | -1 |
| 5. Toulouse          | 3   | 4 | 1 | 0 | 3 | 4  | 7  | -3 |

| Data           | Estádio           | Eq. local         | Resultado | Eq. visitante     |
| -------------- | ----------------- | ----------------- | --------- | ----------------- |
| 25 de Outubro  | AXA Arena         | Sparta Praga      | 1 - 2     | Zurique           |
| 25 de Outubro  | BayArena          | Bayer Leverkusen  | 1 - 0     | Toulouse          |
| 8 de Novembro  | Estádio Lujniki   | Spartak de Moscou | 2 - 1     | Bayer Leverkusen  |
| 8 de Novembro  | Stade de Toulouse | Toulouse          | 2 - 3     | Sparta Praga      |
| 29 de Novembro | AXA Arena         | Sparta Praga      | 0 - 0     | Spartak de Moscou |
| 29 de Novembro | Letzigrund        | Zurique           | 2 - 0     | Toulouse          |
| 6 de Dezembro  | Estádio Lujniki   | Spartak de Moscou | 1 - 0     | Zurique           |
| 6 de Dezembro  | BayArena          | Bayer Leverkusen  | 1 - 0     | Sparta Praga      |
| 19 de Dezembro | Letzigrund        | Zurique           | 0 - 5     | Bayer Leverkusen  |
| 19 de Dezembro | Stade de Toulouse | Toulouse          | 2 - 1     | Spartak de Moscou |

### Grupo F
| Equipa               | Pts | J | V | E | D | GM | GS | GA |
| -------------------- | --- | - | - | - | - | -- | -- | -- |
| 1. Bayern de Munique | 8   | 4 | 2 | 2 | 0 | 12 | 5  | +7 |
| 2. Sporting Braga    | 6   | 4 | 1 | 3 | 0 | 5  | 3  | +2 |
| 3. Bolton            | 6   | 4 | 1 | 3 | 0 | 5  | 4  | +1 |
| 4. Aris Salônica     | 5   | 4 | 1 | 2 | 1 | 5  | 8  | -3 |
| 5. Estrela Vermelha  | 0   | 4 | 0 | 0 | 4 | 2  | 9  | -7 |

| Data           | Estádio                     | Eq. local        | Resultado | Eq. visitante    |
| -------------- | --------------------------- | ---------------- | --------- | ---------------- |
| 25 de Outubro  | Reebok Stadium              | Bolton           | 1 - 1     | Sp. Braga        |
| 25 de Outubro  | Marakana                    | Estrela Vermelha | 2 - 3     | Bayern Munique   |
| 8 de Novembro  | Allianz Arena               | Bayern Munique   | 2 - 2     | Bolton           |
| 8 de Novembro  | Kleanthis Vikelidis Stadium | Aris             | 3 - 0     | Estrela Vermelha |
| 29 de Novembro | Estádio Municipal de Braga  | Braga            | 1 - 1     | Bayern Munique   |
| 29 de Novembro | Reebok Stadium              | Bolton           | 1 - 1     | Aris             |
| 6 de Dezembro  | Kleanthis Vikelidis Stadium | Aris             | 1 - 1     | Braga            |
| 6 de Dezembro  | Marakana                    | Estrela Vermelha | 0 - 1     | Bolton           |
| 19 de Dezembro | Estádio Municipal de Braga  | Braga            | 2 - 0     | Estrela Vermelha |
| 19 de Dezembro | Allianz Arena               | Bayern Munique   | 6 - 0     | Aris             |

### Grupo G
| Equipa             | Pts | J | V | E | D | GM | GS | GA |
| ------------------ | --- | - | - | - | - | -- | -- | -- |
| 1. Getafe          | 9   | 4 | 3 | 0 | 1 | 7  | 5  | +2 |
| 2. Tottenham       | 7   | 4 | 2 | 1 | 1 | 7  | 5  | +2 |
| 3. Anderlecht      | 5   | 4 | 1 | 2 | 1 | 5  | 4  | +1 |
| 4. Aalborg         | 4   | 4 | 1 | 1 | 2 | 7  | 8  | -1 |
| 5. Hapoel Tel Aviv | 3   | 4 | 1 | 0 | 3 | 3  | 8  | -5 |

| Data           | Estádio                | Eq. local  | Resultado | Eq. visitante |
| -------------- | ---------------------- | ---------- | --------- | ------------- |
| 25 de Outubro  | White Hart Lane        | Tottenham  | 1 - 2     | Getafe        |
| 25 de Outubro  | Constant Vanden Stock  | Anderlecht | 2 - 0     | Tel Aviv      |
| 8 de Novembro  | Bloomfield Stadium     | Tel Aviv   | 0 - 2     | Tottenham     |
| 8 de Novembro  | Aalborg Stadion        | Aalborg    | 1 - 1     | Anderlecht    |
| 29 de Novembro | Coliseum Alfonso Pérez | Getafe     | 1 - 2     | Tel Aviv      |
| 29 de Novembro | White Hart Lane        | Tottenham  | 3 - 2     | Aalborg       |
| 6 de Dezembro  | Aalborg Stadion        | Aalborg    | 1 - 2     | Getafe        |
| 6 de Dezembro  | Constant Vanden Stock  | Anderlecht | 1 - 1     | Tottenham     |
| 19 de Dezembro | Coliseum Alfonso Pérez | Getafe     | 2 - 1     | Anderlecht    |
| 19 de Dezembro | Bloomfield Stadium     | Tel Aviv   | 1 - 3     | Aalborg       |

### Grupo H
| Equipa           | Pts | J | V | E | D | GM | GS | GA |
| ---------------- | --- | - | - | - | - | -- | -- | -- |
| 1. Bordeaux      | 12  | 4 | 4 | 0 | 0 | 9  | 5  | +4 |
| 2. Helsingborgs  | 7   | 4 | 2 | 1 | 1 | 8  | 5  | +3 |
| 3. Galatasaray   | 4   | 4 | 1 | 1 | 2 | 6  | 5  | +1 |
| 4. Panionios     | 4   | 4 | 1 | 1 | 2 | 4  | 7  | -3 |
| 5. Austria Viena | 1   | 4 | 0 | 1 | 3 | 1  | 6  | -5 |

| Data           | Estádio              | Eq. local     | Resultado | Eq. visitante |
| -------------- | -------------------- | ------------- | --------- | ------------- |
| 25 de Outubro  | Estádio Olympia      | Helsingborgs  | 1 - 1     | Panionios     |
| 25 de Outubro  | Stade Chaban-Delmas  | Bordeaux      | 2 - 1     | Galatasaray   |
| 8 de Novembro  | Estádio Ali Sami Yen | Galatasaray   | 2 - 3     | Helsingborgs  |
| 8 de Novembro  | Horr Stadion         | Austria Viena | 1 - 2     | Bordeaux      |
| 29 de Novembro | Estádio Nea Smyrni   | Panionios     | 0 - 3     | Galatasaray   |
| 29 de Novembro | Estádio Olympia      | Helsingborgs  | 3 - 0     | Austria Viena |
| 6 de Dezembro  | Stade Chaban-Delmas  | Bordeaux      | 2 - 1     | Helsingborgs  |
| 6 de Dezembro  | Horr Stadion         | Austria Viena | 0 - 1     | Panionios     |
| 19 de Dezembro | Estádio Nea Smyrni   | Panionios     | 2 - 3     | Bordeaux      |
| 19 de Dezembro | Estádio Ali Sami Yen | Galatasaray   | 0 - 0     | Austria Viena |

## Fase Final
Todas as rondas na fase final são a duas mãos, com excepção para a final. No caso do resultado agregado ser idêntico em golos para as duas equipas após o tempo normal do segundo jogo, a equipe vencedora será aquela que mais marcar fora; se mesmo assim for idêntico joga-se tempo extra. (A regra de golos fora também se aplica se no final do tempo extra.) Se não houver golos marcados no tempo extra, o empate é decidido através de grandes penalidades.

### Dezesseis-avos de Final

#### Sorteio
O sorteio realizou-se a 21 de Dezembro de 2007, em Nyon, na Suíça, e os jogos foram agendados para 13 e 14 de Fevereiro a primeira mão, e dia 21 de Fevereiro a segunda mão.
Nesta fase da competição jogaram as 24 equipas apuradas da fase de grupos bem como as 8 equipas que ficaram no terceiro lugar de cada um de grupos da fase de grupos da Liga dos  Campeões. Decorreu da seguinte forma:
- As oito primeiro classificadas de cada grupo jogaram contra as oito terceiro classificadas;
- As oito segundo classificadas de cada grupo jogaram contra as oito terceiro classificadas de cada grupo da fase de grupos da Liga dos  Campeões.

Equipas qualificadas pelo terceiro lugar na Liga dos Campeões:
- Grupo A: Olympique de Marselha
- Grupo B: Rosenborg
- Grupo C: Werder Bremen
- Grupo D: Benfica;
- Grupo E: Glasgow Rangers
- Grupo F: Sporting;
- Grupo G: PSV Eindhoven
- Grupo H: Slavia Praga

#### Jogos
| Time 1                | Result. | Time 2             | 1ª Jogo | 2ª Jogo |
| --------------------- | ------- | ------------------ | ------- | ------- |
| Aberdeen              | 3 - 7   | Bayern de Munique  | 2 - 2   | 1 - 5   |
| AEK Atenas            | 1 - 4   | Getafe             | 1 - 1   | 0 - 3   |
| Bolton                | 1 - 0   | Atlético de Madrid | 1 - 0   | 0 - 0   |
| Zenit                 | 2 - 2   | Villarreal         | 1 - 0   | 1 - 2   |
| Galatasaray           | 1 - 5   | Bayer Leverkusen   | 0 - 0   | 1 - 5   |
| Anderlecht            | 3 - 2   | Bordeaux           | 2 - 1   | 1 - 1   |
| Brann                 | 1 - 8   | Everton            | 0 - 2   | 1 - 6   |
| Zurique               | 1 - 3   | Hamburgo           | 1 - 3   | 0 - 0   |
| Glasgow Rangers       | 1 - 1   | Panathinaikos      | 0 - 0   | 1 - 1   |
| PSV Eindhoven         | 4 - 1   | Helsingborg        | 2 - 0   | 2 - 1   |
| Slavia Praga          | 2 - 3   | Tottenham          | 1 - 2   | 1 - 1   |
| Rosenborg             | 1 - 3   | Fiorentina         | 0 - 1   | 1 - 2   |
| Sporting              | 5 - 0   | FC Basel           | 2 - 0   | 3 - 0   |
| Werder Bremen         | 4 - 0   | Sporting Braga     | 3 - 0   | 1 - 0   |
| Benfica               | 3 - 2   | Nuremberg          | 1 - 0   | 2 - 2   |
| Olympique de Marselha | 3 - 2   | Spartak Moscou     | 3 - 0   | 0 - 2   |

### Oitavos-de-Final
O sorteio para esta ronda foi também a 21 de Dezembro de 2007, em Nyon, na Suíça.

Os jogos da primeira mão foram a 6 de Março de 2008. Os da segunda mão estão programados para serem jogados em 12 e 13 de Março de 2008.
| Time 1                | Result.       | Time 2            | 1ª Jogo | 2ª Jogo |
| --------------------- | ------------- | ----------------- | ------- | ------- |
| Anderlecht            | 2 - 6         | Bayern de Munique | 0 - 5   | 2 - 1   |
| Glasgow Rangers       | 2 - 1         | Werder Bremen     | 2 - 0   | 0 - 1   |
| Bolton                | 1 - 2         | Sporting          | 1 - 1   | 0 - 1   |
| Bayer Leverkusen      | 3 - 31        | Hamburgo          | 1 - 0   | 2 - 3   |
| Benfica               | 2 - 5         | Getafe            | 1 - 2   | 1 - 3   |
| Fiorentina            | 2 - 2 (4-2 P) | Everton           | 2 - 0   | 0 - 2   |
| Tottenham             | 1 - 1 (5-6 P) | PSV Eindhoven     | 0 - 1   | 1 - 0   |
| Olympique de Marselha | 3 - 31        | Zenit             | 3 - 1   | 0 - 2   |

- 1- Desempate por golos fora.

### Quartos-de-Final
Os sorteios para os quartos-de-final e meias-finais, que foram conduzidos pelo Secretário-Geral da UEFA David Taylor e Denis Law, o embaixador para a final em Manchester, foi realizado a 14 de Março de 2008, em Nyon, na Suíça.
 A primeira mão foi jogada a 3 de Abril, e a segunda a 10 de Abril de 2008.
| Time 1            | Result. | Time 2        | 1ª Jogo | 2ª Jogo    |
| ----------------- | ------- | ------------- | ------- | ---------- |
| Bayer Leverkusen  | 2-4     | Zenit         | 1-4     | 1-0        |
| Glasgow Rangers   | 2-0     | Sporting      | 0-0     | 2-0        |
| Bayern de Munique | 4-4 1   | Getafe        | 1-1     | 3-3 (a.p.) |
| Fiorentina        | 3-1     | PSV Eindhoven | 1-1     | 2-0        |

1Bayern de Munique passou pela regra do maior número de golos marcados fora.

### Meias-Finais
Os jogos foram disputados em 24 de Abril (ida) e 1 de Maio de 2008 (volta).
| Time 1            | Result. | Time 2     | 1ª Jogo | 2ª Jogo    |
| ----------------- | ------- | ---------- | ------- | ---------- |
| Bayern de Munique | 1-5     | Zenit      | 1-1     | 0-4        |
| Glasgow Rangers   | 0-0     | Fiorentina | 0-0     | 0-0 (4–2p) |

### Final
A final foi a 14 de Maio de 2008 no Estádio Cidade de Manchester, em Manchester, na Inglaterra.
| 14 de Maio de 2008 | Zenit                             | 2 - 0     | Glasgow Rangers | Estádio Cidade de Manchester, · Manchester Inglaterra · Público: 43.878 · Árbitro: Peter Fröjdfeldt |
|                    | Igor Denisov 72' · Zyryanov 90+4' | Relatório |                 | |

| Taça UEFA 2007-08                    |
| ------------------------------------ |
| FC Zenit São Petersburgo (1º título) |

## Melhores marcadores
Os melhores marcadores da edição 2007-08 da Copa da Uefa foram:
| Posição | Jogador                | Equipa               | Golos |
| ------- | ---------------------- | -------------------- | ----- |
| 1       | Pavel Pogrebnyak       | Zenit St. Petersburg | 10    |
| 1       | Luca Toni              | FC Bayern München    | 10    |
| 3       | Stefan Kießling        | Bayer Leverkusen     | 7     |
| 4       | Henrik Larsson         | Helsingborg          | 6     |
| 4       | Razak Omotoyossi       | Helsingborg          | 6     |
| 4       | Adrian Mutu            | Fiorentina           | 6     |
| 7       | Dimitar Berbatov       | Tottenham Hotspur    | 5     |
| 7       | Miroslav Klose         | Bayern Munich        | 5     |
| 7       | Lukas Podolski         | FC Bayern München    | 5     |
| 7       | Dimitrios Papadopoulos | Panathinaikos        | 5     |
| 7       | Sergio Agüero          | Atlético Madrid      | 5     |
| 7       | Fernando Cavenaghi     | Bordeaux             | 5     |
| 7       | Roland Linz            | Sporting Braga       | 5     |
| 7       | Jon Dahl Tomasson      | Villarreal           | 5     |

## Ligações Externas
Página oficial da competição